# Stazione di Nova Siri-Rotondella
Stazione di Nova Siri-Rotondella vasútállomás Olaszországban, Nova Siri településen.

## Vasútvonalak
Az állomást az alábbi vasútvonalak érintik:
- Jonica-vasútvonal

## Kapcsolódó állomások
A vasútállomáshoz az alábbi állomások vannak a legközelebb:
- Stazione di Policoro-Tursi
- Stazione di Rocca Imperiale